# سیارک ۱۰۵۴۳
سیارک ۱۰۵۴۳ (به انگلیسی: 10543 Klee، نامگذاری:1992DL4) ده هزار و پانصد و چهل و سومین سیارک کشف شده‌است که در ۲۷ فوریه ۱۹۹۲ کشف شد.
قدر مطلق سیارک برابر ۱۴٫۳۰ است.